# Ayotla
Ayotla är en ort i Mexiko.   Den ligger i kommunen Ixhuatlán de Madero och delstaten Veracruz, i den sydöstra delen av landet, 180 km nordost om huvudstaden Mexico City. Ayotla ligger 185 meter över havet och antalet invånare är 162.
Terrängen runt Ayotla är kuperad söderut, men norrut är den platt. Runt Ayotla är det ganska tätbefolkat, med 100 invånare per kvadratkilometer. Närmaste större samhälle är Tlachichilco, 18,3 km sydväst om Ayotla. I omgivningarna runt Ayotla växer huvudsakligen savannskog.